# 湯·史頓
湯·史頓（英語：Tom Stern，1946年12月16日—），ASC（美國電影攝影師協會會員）、AFC（法國電影攝影師協會／Association of French Directors of Photography），是一名美國電影攝影師。
史頓屢次在克林·伊斯威特執導的電影中當電影攝影師，更於2009年憑《陌生的孩子》在第81屆奧斯卡金像獎中獲提名最佳攝影獎。

## 作品
- 《血型拼圖》（2002）
- 《神秘河流》（Mystic River，2003）
- 《高球大滿貫》（2004）
- 《登峰造擊》（Million Dollar Baby，2004）
- 《恐怖靈訊》（The Exorcism of Emily Rose，2005）
- 《愛情和香煙》（2006）
- 《終情之吻（英语：The Last Kiss (2006 film)）》（2006）
- 《父辈的旗帜》（Flags of Our Fathers，2006）
- 《來自硫磺島的信》（Letters from Iwo Jima，2006）
- （Rails & Ties，2007）
- 《互助友情人（英语：Things We Lost in the Fire (film)）》（2007）
- 《陌生的孩子》（Changeling，2008，入圍奧斯卡最佳攝影獎）
- 《驅·逐》（Gran Torino，2008）
- 《打不倒的勇者》（Invictus，2009）
- 《生死接觸》（Hereafter，2010）
- 《胡佛传》（J. Edgar，2011）
- 《不眠夜》（Sleepless Night，2011）
- 《飢餓遊戲》（The Hunger Games，2012）
- 《人生決勝球》（Trouble with the Curve，2012）
- 《紐澤西男孩》（Jersey Boys，2014）
- 《美國狙擊手》（American Sniper，2014）
- 《毒品交戰》（Broken Horses，2015）
- 《薩利機長：哈德遜奇蹟》（Sully，2016）

## 外部連結
- Tom Stern在互联网电影资料库（IMDb）上的資料（英文）
- Tom Stern at AFC （页面存档备份，存于）
- Kodak OnFilm interview （页面存档备份，存于）
- AFC interview （页面存档备份，存于）